# Рудольф Вольф
Рудольф Вольф (нім. Johann Rudolf Wolf; * 7 липня 1816, Фелланден, близ Цюриха, ‒ † 6 грудня 1893, Цюрих) — швейцарський астроном, фахівець з дослідження сонячних плям і з історії астрономії.
Вчився в Цюрихському і Віденському університетах, завершив освіту в Берлінському університеті. У 1838 відвідав Брюссель, Бонн, Париж, познайомився з К.Ф.Гаусом, Ф.В.А.Аргеландером і Д.Ф.Араго. З 1839 викладав математику і фізику в реальному училищі в Берні, з 1847 — директор Бернської обсерваторії і доцент астрономії і математики Бернського університету, з 1855 — професор астрономії Цюрихського університету, з 1864 — також директор Цюрихської обсерваторії.
Відомий своїми спостереженнями Сонця. Протягом півсторіччя день за днем, з року в рік займався статистикою сонячних плям. У 1852 встановив їхню середню періодичність в 11,11 роки і існування зв'язку між цією періодичністю і коливаннями магнітного поля Землі. Ввів в астрономічну практику числа, які приблизно пропорційні загальній площі, займаній сонячними плямами: W=k(10g+f), де g — кількість груп сонячних плям, f — кількість окремих плям, k - деякий коефіцієнт, залежний від багатьох причин (умов видимості, особистого рівня спостерігача, розмірів телескопа тощо). Величина W отримала назву числа Вольфа, вона характеризує активність плямоутворення на Сонці.
Автор монографії з історії астрономії і довідника, що охоплює період від зародження астрономії до початку 1890-х років.

## Твори
- Geschichte der Astronomie, Münch., 1877; Handbuch der Astronomie, ihrer Geschichte und Literatur, Bd 1‒2, Z., 1890‒93.

1. ↑  Deutsche Nationalbibliothek Record #119160358 // Gemeinsame Normdatei — 2012—2016.